# 赖因霍尔德·米特莱纳
赖因霍尔德·米特莱纳（德語：Reinhold Mitterlehner；1955年12月10日—），是一名奧地利政治人物，自2008年加入奧地利政府，並於2014年起出任奧地利副總理與奥地利人民党黨魁。
2016年5月，他短暫代理奧地利總理。2017年卸任黨魁和副總理。